# Instrumental Enrichment
Instrumental Enrichment (także: uczenie się przez doświadczenie w mediacji, metoda Feuersteina) – metoda zwiększenia sprawności umysłowej dzieci z różnego typu dysfunkcjami stworzona przez rumuńskiego pedagoga żydowskiego pochodzenia – Reuvena Feuersteina.
Feuerstein, opierając się na myśli Jeana Piageta (pracował z nim w Genewie) i Lwa Wygotskiego, a także po latach doświadczeń w pracy z ofiarami Holocaustu, imigrantami i zaniedbanymi dziećmi, wychodził z założenia, że struktury umysłowe są wspólne wszystkim ludziom, niezależnie od sprawności poszczególnych jednostek. Operacje umysłowe, ich przebieg jest w swoim porządku taki sam u każdego. Mózg ludzki charakteryzuje się natomiast plastycznością rozwojową, tak u osób sprawnych, jak i niepełnosprawnych intelektualnie. Poziom inteligencji (IQ) nie jest stały i nieodwracalny, ale jest stanem modyfikowalnym. Wydajność poznawcza zależna jest od narzędzi używanych w operacjach kognitywnych. Udostępnienie właściwych narzędzi uruchamia maksymalne wykorzystanie posiadanych potencjałów intelektualnych. Dzieci zaniedbane lub niepełnosprawne umysłowo w dużej mierze posiadają duży potencjał, jednak nie zostaje on należycie rozwinięty, m.in. z braku stosownego wspomagania, nienależytego wsparcia pedagogicznego i dydaktycznego, czy innych negatywnych okoliczności życiowych.
Nauczyciel lub terapeuta nie jest bezradny wobec orzeczonego poziomu inteligencji ucznia. Praktycy stosujący metodę zmieniają paradygmat nauczania i znacząco przesuwają punkt ciężkości interakcji z podopiecznymi lub uczniami. Nie odkrywają czego uczeń nie potrafi lub nie może zrobić (zrozumieć), ale starają się dociec dlaczego dziecko czegoś nie rozumie, co w przekazie stanowi dlań nieprzekraczalną trudność. Po ustaleniu tych faktów zmieniają formy objaśniania treści, tak by były optymalnie zrozumiałe dla odbiorcy. Z praktyki wynika, że dzieci z diagnozą niepełnosprawności intelektualnej rozwijają się po zastosowaniu metody lepiej niżby na to wskazywała diagnoza danego schorzenia. Zwiększa się w sposób zauważalny ich potencjał intelektualny. Dochodzi do odblokowania obszarów sprawności umysłowej, z których dotąd dane dziecko nie korzystało. Metoda, wskazując obszary, które podopieczny może jeszcze opanować, wytycza kierunki interwencji psychologicznej i pedagogicznej.
Metoda Feuersteina ulegała w miarę upływu lat doskonaleniu i optymalizacji. Początkowo obejmowała dzieci zaniedbane, z trudnościami edukacyjnymi, ale potem w obszar jej zainteresowania weszły też dzieci niepełnosprawne intelektualnie, z uszkodzeniami mózgu, nadpobudliwe, jak również szczególnie uzdolnione, a we Francji podejmowano próby pracy tą metodą z bezrobotnymi. Instrumental enrichment stosowany jest na całym świecie. Prawdopodobnie jest najlepiej przebadaną strategią ze wszystkich obecnie stosowanych, a zorientowanych na usprawnienie procesów poznawczych u dzieci i młodzieży ze specjalnymi potrzebami edukacyjnymi (także niepełnosprawnych intelektualnie).